# ورزشگاه شهرداری حیفا
ورزشگاه شهرداری حیفا (انگلیسی: Haifa Municipal Stadium)
(عبری: אצטדיון העירוני חיפה) یا ورزشگاه کیریات الیزر یک ورزشگاه فوتبال در شهر حیفا اسرائیل است این ورزشگاه ۱۴٬۰۰۲ نفر گنجایش دارد و در سال ۱۹۵۵ افتتاح شده‌است.